# Mitseró
Mitseró är en ort i Cypern.   Den ligger i distriktet Eparchía Lefkosías, i den centrala delen av landet, 26 km sydväst om huvudstaden Nicosia. Mitseró ligger 524 meter över havet och antalet invånare är 742. Den ligger på ön Cypern.
Terrängen runt Mitseró är kuperad åt sydväst, men åt nordost är den platt. Terrängen runt Mitseró sluttar norrut.Trakten runt Mitseró är ganska glesbefolkad, med 24 invånare per kvadratkilometer. Närmaste större samhälle är Akáki, 10,1 km norr om Mitseró. Trakten runt Mitseró är i huvudsak ett öppet busklandskap.